# خوان پابلو مونتویا
خوان پابلو مونتویا (اسپانیایی: Juan Pablo Montoya‎، ۲۰ سپتامبر ۱۹۷۵) یک راننده مسابقات اتوموبیل‌رانی اهل کلمبیا بوده است.
وی از سال ۲۰۰۱ تا ۲۰۰۶ در مسابقات فرمول ۱ شرکت کرده و توانسته ۷ قهرمانی به دست بیاورد.
او همچنین در فیلم راندن بازی کرده است.